# دوروتی لومی
دوروتی لومی (انگلیسی: Dorothy LeMay؛ زاده ۱۴ فوریهٔ ۱۹۵۴) یک بازیگر پورنوگرافی اهل ایالات متحده آمریکا است.